# ロバート・ジョーダン
ロバート・ジョーダン（Robert Jordan, 1948年10月17日 - 2007年9月16日）、本名ジェイムズ・オリヴァー・リグニー・Jr. (James Oliver Rigney, Jr.)は、アメリカ合衆国のファンタジー作家。長編ファンタジー『時の車輪』(The Wheel of Time)シリーズで知られる。
アメリカ合衆国サウスカロライナ州チャールストン出身。ベトナム戦争に二度出征した後、サウスカロライナ州シタデル士官学校で物理学の学位取得、合衆国海軍に原子力技術者として勤務した。1977年から作家活動を開始。リーガン・オニールなどのペンネームでファンタジー、歴史小説、ロマンスといった多岐のジャンルにわたる著作をなした。ロバート・ジョーダン名義でロバート・E・ハワードの『英雄コナン』シリーズの新作を書いた後、1990年に『竜王伝説』(The Eye of the World)から始まる『時の車輪』シリーズを発表。世界的なベストセラー作家となった。
2006年、ジョーダンはアミロイドーシスという難病にかかっていることを告白した。『時の車輪』シリーズは第12部(A Memory of Light)で完結するとしていたが、果たせず未完のまま亡くなった。58歳だった。

## 作品リスト
- Fallonシリーズ
- 英雄コナンシリーズ
- 時の車輪シリーズ
  - 竜王伝説
    1. 妖獣あらわる！
    2. 魔の城塞都市
    3. 金の瞳の狼
    4. 闇の追撃
    5. 竜王めざめる！

  - 聖竜戦記
    1. 闇の予言
    2. 異世界への扉
    3. 異能者の都
    4. 大いなる勝負
    5. 復活の角笛

  - 神竜降臨
    1. 魔人襲来！
    2. 白き狩人
    3. 夢幻世界へ
    4. 闇の妖犬
    5. 神剣カランドア

  - 竜魔大戦
    1. 忍びよる闇
    2. 石城は陥落せず！
    3. それぞれの旅立ち
    4. 聖都ルイディーン
    5. 狼の帰郷
    6. 闇が巣くう街
    7. 白い塔の叛乱
    8. 聖都炎上！

  - 竜王戴冠
    1. 選ばれし者たち
    2. ＜竜王の壁＞を越えて
    3. 旅の大道芸人
    4. 青アジャの砦
    5. 勇者ビルギッテ
    6. ケーリエン攻防戦
    7. 旅路の果て
    8. 竜王の旗のもとに

  - 黒竜戦史
    1. 偽の竜王
    2. 闇の密議
    3. 白マントの野望
    4. 太陽の宮殿
    5. 白い塔の使節
    6. 新アミルリン位誕生
    7. 黒い塔の戦士
    8. 竜王奪還

  - 昇竜剣舞
    1. 金色の夜明け
    2. 反逆の代償
    3. 戦士の帰還
    4. 伝説の異能者
    5. ＜光の要塞＞陥落！
    6. 識女の秘密
    7. 剣の王冠

  - 竜騎争乱
    1. 嵐の来襲
    2. 金の瞳の密使
    3. 氷上の盟約
    4. 精鋭たちの召喚
    5. 竜王軍の逆襲

  - 闘竜戴天
    1. 黒アジャ捜索
    2. 偽りの英雄
    3. 九つの月の予言
    4. 消えた聖竜士
    5. シャダー・ロゴス崩壊

  - 幻竜秘録
    1. エバウ・ダー脱出
    2. 闇の狩猟
    3. 王国の盟主
    4. 二つの〈塔〉の策謀
    5. 黄昏の十字路

  - 竜神飛翔
    1. 闇王の魔手
    2. 狼の誓い
    3. 王都シームリンの攻防
    4. 黄金のツルは飛び立つ
    5. ＜赤手＞軍出撃！
    6. 夢のナイフ

  - 飛竜雷天 
    1. 上巻 雷雲の到来
    2. 下巻 光の終結

  - The Towers of Midnight(日本語未訳）
  - A Memory of Light(日本語未訳)
  - （外伝）始まりの書～新たなる春（上下）